# Hey Hey, My My (Into the Black)
Hey Hey, My My (Into the Black) è un singolo del cantante Canadese Neil Young, pubblicato il 27 agosto 1979 come estratto dall'album Rust Never Sleeps.

## Descrizione
Il brano fa da contraltare elettrico della canzone d'apertura acustica My My, Hey Hey (Out of the Blue). I due brani sono stati pubblicati come unico singolo dalla Reprise nel 1979, qui la versione di Hey Hey, My My è più corta di quella sull'album.
Ispirata dai Devo e dall'esplosione del punk 77, e scritta sull'onda emotiva della morte di Elvis Presley, la canzone è diventata uno dei brani più celebri di Neil Young, ammirato da un ampio pubblico che va dagli estimatori del punk a quelli del grunge.
Il verso: «It's Better to Burn Out Than to Fade Away» ("è meglio bruciare che spegnersi lentamente"), presente in realtà solo in My My, Hey Hey (Out of the Blue) è divenuto celebre perché rinvenuto sulla lettera d'addio scritta da Kurt Cobain dei Nirvana prima di suicidarsi nel 1994. Da allora la popolarità della canzone è aumentata notevolmente. Young, scosso dall'accaduto, dedicò poi a Cobain l'album Sleeps with Angels. Da allora Young canta con enfasi il verso: «Once you're gone you can't come back» ("una volta che te ne sei andato non puoi più tornare") nelle esibizioni dal vivo. Il verso «It's Better to Burn Out Than to Fade Away» ("è meglio bruciare che spegnersi lentamente") è anche utilizzato in un celebre dialogo del film Highlander - L'ultimo immortale del 1986.
Anche il verso: «Out of the blue and into the black» ("Improvvisamente e nell'oscurità") assurse ad emblema della Guerra del Vietnam, perché descrive il salto dalla luce del giorno in un tunnel oscuro da parte dei Vietcong, con probabile riferimento alla morte. Il verso è inoltre posto in esergo al romanzo It, di Stephen King.
La versione presente sull'album fu registrata il 22 ottobre 1978 al Cow Palace di San Francisco.

## Tracce
1. Hey Hey, My My (Out of the Blue) – 3:51
2. My My, Hey Hey (Into the Black) – 3:44

## Cover
La canzone ha influenzato molti artisti, tra cui gli Oasis, che nel 2000 presentarono una cover del pezzo durante il tour mondiale poi immortalato dall'album live Familiar to Millions. In occasione del sesto anniversario della morte di Cobain, la band di Manchester dedicò la performance al rocker di Seattle proprio durante un concerto tenuto nella sua città natale. Nel 2012 il gruppo statunitense Chromatics ha realizzato una cover del brano pubblicata nell’album Kill for Love.